# Circuit de Wallonie 2021
Il Circuit de Wallonie 2021, cinquantaquattresima edizione della corsa, valido come evento dell'UCI Europe Tour 2021 categoria 1.1, si è svolto il 13 maggio 2021 su un percorso di 194,2 km, con partenza ed arrivo a Mont-sur-Marchienne. La vittoria è stata appannaggio del francese Christophe Laporte, che ha terminato la gara in 4h 18' 42" alla media di 45,041 km/h, precedendo il connazionale Marc Sarreau ed il neozelandese Laurence Pithie.

## Squadre e corridori partecipanti
| N.      | Cod. | Squadra                      |
| ------- | ---- | ---------------------------- |
| 1-7     |      |                              |
| 11-17   | IWG  | Intermarché-Wanty-Gobert     |
| 21-27   | AFC  | Alpecin-Fenix                |
| 31-37   | LTS  | Lotto Soudal                 |
| 41-47   | JVD  | Jumbo-Visma Development Team |
| 51-57   | ARK  | Team Arkéa-Samsic            |
| 61-67   | BWB  | Bingoal Pauwels Sauces WB    |
| 71-77   | UXT  | Uno-X Pro Cycling Team       |
| 81-87   | TIC  | Tarteletto-Isorex            |
| 91-97   | BCY  | BEAT Cycling                 |
| 101-107 | DHB  | Canyon dhb SunGod            |
| 111-117 | COF  | Cofidis                      |
| 121-127 | ACT  | AG2R Citroën Team            |

| N.      | Cod. | Squadra                          |
| ------- | ---- | -------------------------------- |
| 131-137 | RIW  | Riwal Cycling Team               |
| 141-147 | HBA  | Hagens Berman Axeon              |
| 151-157 | LCT  | Lviv Continental Cycling Team    |
| 161-167 | TRI  | Trinity Racing                   |
| 171-177 | MVC  | Massi Vivo-Conecta               |
| 181-187 | XSU  | XSpeed United Continental        |
| 191-197 | XRL  | Xelliss-Roubaix Lille Métropole  |
| 201-207 | DBK  | Dukla Banská Bystrica            |
| 211-217 | BSC  | Black Spoke Pro Cycling Academy  |
| 221-227 | GCF  | Équipe Continentale Groupama-FDJ |
| 231-237 | SEG  | SEG Racing Academy               |
| 241-247 | DDS  | Development Team DSM             |

## Ordine d'arrivo (Top 10)
| Pos. | Corridore             | Squadra       | Tempo    |
| ---- | --------------------- | ------------- | -------- |
| 1    | Christophe Laporte    | Cofidis       | 4h18'42" |
| 2    | Marc Sarreau          | AG2R          | s.t.     |
| 3    | Laurence Pithie       | E.C. Groupama | s.t.     |
| 4    | Stanisław Aniołkowski | Bingoal       | s.t.     |
| 5    | Søren Wærenskjold     | Uno-X         | s.t.     |
| 6    | Martijn Budding       | BEAT          | s.t.     |
| 7    | Stan Van Tricht       | SEG           | s.t.     |
| 8    | Florian Vermeersch    | Canyon        | s.t.     |
| 9    | Daniel McLay          | Arkéa         | s.t.     |
| 10   | Matthew Bostock       | Canyon        | s.t.     |